# Onderscheidingen in Schwarzburg-Sondershausen
Het kleine Thüringse vorstendom Schwarzburg-Sondershausen heeft een ridderorde met Schwarzburg-Rudolstadt gedeeld en enige andere decoraties en medailles gekend.
Ridderorde
- Het Vorstelijk Schwarzburgs Erekruis

Eretekens en medailles
- De Medaille voor Verdienste voor Kunst en Wetenschap
- De Medaille voor Redding uit Gevaar
- De medaille voor Verdienste in de Nijverheid
- De medaille voor Verdienste in de Landbouw
- De Dienstmedaille
- Het ereteken van de Brandweer voor 25 jaar Dienst (ook met eikenloof en de jubileumsgetallen "50" en "60" voor evenzovele dienstjaren
- Het Kruis voor Langdurige Trouwe Dienst als Dienstbode of Arbeider
- De Medaille voor 30 Jaar Dienst als Vroedvrouw
- De Herdenkingsmunt voor de jaren 1814 - 1815
- De Zilveren Eremedaille voor Oorlogsverdienste 1870
- Het Kruis voor Officieren na 20 jaar Dienst
- Het Kruis voor Vorstelijke Officieren na 20 jaar Dienst
- De Dienstmedaille voor Militairen en Gendarmes (in twee klassen)
- De Dienstmedaille voor de Gendarmerie (in twee klassen)

De gezamenlijke onderscheidingen van de na 1909 in personele unie verbonden vorstendommen Schwarzburg-Rudolstadt en Schwarzburg-Sondershausen
- De Orde van Verdienste voor Kunst en Wetenschap (1912)
- De Zilveren Medaille voor Verdienste in de Oorlog (1914)
- Het Anna-Luise Teken van Verdienste (1918) (Anna-Luisen-Verdienstzeichen)

In 1918 viel de monarchie en in 1919 werd de Vrijstaat Schwarzburg-Sondershausen gesticht, die reeds in 1920 opging in de vrijstaat Thüringen. Deze vrijstaat heeft geen onderscheidingen gekend.